# Artur Jesus Vieira
Artur Jesus Vieira, meglio noto come Artur (Rio de Janeiro, 11 giugno 1990), è un calciatore brasiliano, difensore del Deltras Sidoarjo.

## Carriera
Ha giocato nella massima serie dei campionati brasiliano ed indonesiano, e nella seconda divisione brasiliana.